# Chehalis
Chehalis is een plaats (city) in de Amerikaanse staat Washington, en valt bestuurlijk gezien onder Lewis County.

## Demografie
Bij de volkstelling in 2000 werd het aantal inwoners vastgesteld op 7057.
In 2006 is het aantal inwoners door het United States Census Bureau geschat op 7224, een stijging van 167 (2,4%).

## Geografie
Volgens het United States Census Bureau beslaat de plaats een oppervlakte van
14,5 km², geheel bestaande uit land.

## Plaatsen in de nabije omgeving
De onderstaande figuur toont nabijgelegen plaatsen in een straal van 20 km rond Chehalis.